# La Gamba
La Gamba es un pequeño poblado en el distrito de Guaycará del cantón de Golfito de la provincia de Puntarenas, al sureste de Costa Rica, que está situado a 15 km de la ciudad y distrito de Golfito. 
Es un pueblo tranquilo en el cual la población vive de la agricultura y de algunos empleos ofrecidos en ciudades cercanas como Golfito y Río Claro. Ese pueblo se ha desarrollado en conjunción con la llegada de la compañía United Fruit en los años 1950, y después con la implementación del hotel austriaco Esquinas Rainforest Lodge y de la estación biológica que llegaron con algunos proyectos para el desarrollo de la región en cooperación con el pueblo de La Gamba. Ese pueblo se demarca por la riqueza de su cultura, de su gente y de su naturaleza magnífica. 
Desde el año 2007 que el Servicio Austriaco en el Extranjero manda varones a La Gamba para prestar el servicio obligatorio allá.

## Geografía y Clima
El clima de La Gamba es tropical: la temperatura varía entre 21 °C y 39 °C y la región recibe 6000 mm de lluvia en un año. Hay dos estaciones: el invierno (mayo-diciembre) y el verano (enero-abril). El verano es la estación seca y durante el invierno, que es la estación más larga, llueve mucho y a menudo. Es también la estación la más verde y hay bastante agua potable. Elinvierno se caracteriza por tormentas eléctricas fuertes e inundaciones bien controladas mientras que la temperatura sigue siendo imprevisible.

## Población
El pueblo tiene aproximadamente 700 habitantes repartidos entre 150 familias. La mitad de ellos viven alrededor del centro y la otra mitad se encuentra a lo largo de las tres calles de La Gamba, en Río Bonito y en La Bolsa que están ubicados a 30 minutos a pie del centro. 
Lo cual es remarcable son las relaciones de amistad y de familia que son muy fuertes en el pueblo. El ambiente permite mucha cooperación entre la mayoría de los habitantes. Ya existen organizaciones como la de las mujeres que producen champú, la de los artesanos y la de microcrédito.

## Platos típicos
Para el desayuno se sirve el Gallo Pinto, que es una mezcla de arroz, frijoles, cilantro, consomé de pollo y cebolla. Este plato se acompaña de queso, huevo, plátano, salchicha. Arepas y empanadas son alternativas.
Los platos básicos son a menudo compuestos de plátanos, de yuca, de maíz, de producto de palma, de sopa (en invierno), de pollo, de res y de cerdo. 
Los dos platos típicos que son particularmente apreciados en invierno en La Gamba son los chicharrones, los patacones y la sopa negra.
Los platos de pescado y de mariscos son más raros pero riquísimos cuando bien apretados. El ceviche, un cóctelde pescado, de camarones o de mariscos es sabroso y refrescante.
Finalmente, se hacen frescos de frutas tropicales como piña, guayaba, naranja, papaya, moras y más.

## Religión
Hay dos religiones principales en el pueblo: la católica y la evangélica. Las misas católicas se ofrecen todos los domingos mientras que la misa evangélica se da casi todos los días. En las misas evangélicas, la gente baila, canta, reza y recibe una explicación de la Biblia. Algunas personas se convirtieron al evangelismo en los últimos años ya que se dan más misas y el programa es más accesible. Hay también dos familias de testigo de Jehová, pero son una excepción y tienen reuniones a la Villa Briceño (km 37). Muchos habitantes que tienen entre 15-50 años no practican aunque la mayoría creen en Dios.

## Actividades y condiciones de vida
Agricultura:
En los años 1970, debido a la caída de las industrias bananera y de madera, la mayoría de los habitantes que se habían quedado en el pueblo decidieron de convertirse en granjeros y otros buscaron empleos en las ciudades próximas. El clima de la región favorece el cultivo del arroz, del maíz, del cacao y de la palma. La mayoría de los granjeros tienen ganaderías de vacas, cerdos, bueyes, caballos y gallinas. 
En los últimos años, el cultivo de la palma que proviene de África ha crecido mucho, lo cual genera una fuente importante de renta. 
Trabajo:
Hoy en día, muchos habitantes trabajan en la estación biológica y en el hotel de los Austriacos. Algunos encuentran empleos en las ciudades de Golfito, donde se encuentra el depósito libre, y en Río Claro. También, la construcción de puentes procura trabajo para la juventud del pueblo. 
Divertissement:
En el centro de La Gamba, se encuentran una soda, una pulpería grande y un teléfono público. Allí se junta la gente del pueblo, jóvenes y adultos. También hay unos juegos electrónicos en la pulpería para que se divierta uno, y los jóvenes suelen reunirse en el parquecito construido por un grupo de Canadienses en 2006.
La Gamba también cuenta con un bar, “Los Potrillos”, fuera del centro, hacia la panamericana. Este mismo camino lleva hasta el km 37 donde también hay un bar que organiza karaoke y baile. 
La religión también ocupa una gran parte de la vida social en La Gamba. La gente puede reunirse en la iglesia católica o en la evangélica que tiene misas varias veces por semana.
Condiciones de vida:
La vida en La Gamba no es tan simple económicamente ya que los habitantes trabajan duro para ganar su renta. Los hombres trabajan en fincas, plantaciones de palma o obras de construcción, los cuales son trabajos manuales y duros. Non obstante, la población siempre parece muy amable, feliz y viven en armonía con sus familias. 
De manera tradicional en Costa Rica, la mayoría de las mujeres trabajan en la casa y cuidan a sus hijos. Sin embargo, esta situación está cambiando poco a poco y algunas mujeres encuentran trabajo en la estación biológica, en el hotel y en ciudades próximas. También hay algunas que estudian también, pero hay muchas mujeres que deben cuidar a sus hijos mientras están trabajando o estudiando. 
Deportivos:
El deporte más popular en La Gamba es el deporte nacional de Costa Rica, el fútbol. En el pueblo hay un comité organizador de partidos de fútbol que también cuida el material. En el centro del pueblo, al lado del salón comunal, esta la plaza, un terreno de fútbol donde juegan siempre los aficionados. La temperatura influye en la posibilidad de jugar pero a muchos les gusta jugar durante tormentas. En verano, los jóvenes juegan más y el equipo practiva más veces.
Otro deporte que se practica es el voleibol y hay un campo en el km 37. Otras actividades tradicionales que se organizan son las “carreras de cintura” y las “fiestas taurinas” en cuales se montan caballos corriendo o toros brincando. Esos eventos son acompañados de ferias.

## Atracciones
- El Río Bonito: Este río pasa por la parte de La Gamba que se llama “Río Bonito”. El agua está muy fresca y de hecho perfecta para refrescarse en los días más calurosos. El nivel del agua varía según las estaciones y puede estar muy bajo en verano así como puede habercabezas de agua en invierno. Para los extranjeros, es más seguro ir acompañado de gente que conoce bien el río porque también hay caimanes que viven en ciertas partes.

- La Catarata « El Chorro »: La entrada de esta catarata es accesible desde la calle principal de La Gamba. El paisaje es magnífico. Cuesta aproximadamente 2 500 colones para acceder a la Catarata para nacionales el precio es de 500 colones. Este lugar es como el paraíso.

- El Parque nacional Piedras Blancas: Eses parque es uno de más ricos en fauna y flora de Costa Rica. Una visita guiada de tres horas es disponible o puede visitar solo también. Ese parque es famoso por sus grandes árboles que se llaman Ceiba.

- Estación biológica La Gamba: En 1991, el austríaco Michael Schnitzler fundó el proyecto Bosque de los Austríacos (al. Regenwald der Österreicher) y la Estación Biológica La Gamba (al. Tropenstation La Gamba) al borde del pubelo. Además de los puestos de trabajo fijos, se favorecen los sectores de la protección del medio ambiente y de la naturaleza.

- El Mirador (belvédère): La entrada es limitada porque un americano compró el terreno en los últimos anos. Pero gracias a un habitante de La Gamba, es posible entrar. El puesto de visita es increíble y se puede observar la región de Golfito y el mar, ubicado a solo algunos kilómetros del pueblo.

- Equitación: Una familia de La Gamba posee varios cabellos y ofrece paseos en la región.

## La Asociación Pro-Bienestar (ASOPROBI)
Esta organización fue creada en 1996 por la comunidad de La Gamba después del fracaso de la cooperativa COOPEGAMBA. El organismo trabaja en colaboración con los empleados de la estación biológica y del hotel con el fin de encontrar alternativas al desarrollo de La Gamba en armonía con el medio ambiente, el cual constituye la riqueza del pueblo. El objetivo final del ASOPROBI es crear empleos y fomentar el turismo sostenible local. El pueblo tiene mucho potencial y ASOPROBI quiere aprovecharlo.
Todos los participantes son voluntario salvo por José Ángel Montiel, el cual se encarga de la cuentas y de la organización de varias actividades. El presidente, el vicepresidente, un secretario, un tesorero y un fiscal, quines forman el comité ejecutivo y director del organismo.
Entre 2004 y 2009, un acuerdo fue concluido con el organismo quebequense Plan Nagua, con el fin de mandar a un grupo de pasantes a desarrollar el proyecto turístico y ayudar a la comunidad.

## Región (Golfito y Río Claro)
Río Claro está situado aproximadamente a 20 minutos en autobús del km 37. En esa ciudad hay muchos servicios necesarios para los habitantes de La Gamba como los bancos, las clínicas para médicas, los mercados, cafés Internet y farmacias. Si aquellos que quieren obtener más servicios, Golfito está ubicado a 45 minutos del km 37. El hospital más cercano está situado en Golfito. Para aquellos que quieren viajar hasta la Península de Osa en barco, hay algunas travesías en lancha por día que se van hasta Puerto Jiménez.